# Juel
Pour les articles homonymes, voir Juel (homonymie).
La famille Juel (autrefois Juul) est une famille de la noblesse danoise dont le nom a été relevé par des descendants en ligne féminine, les comtes Krag-Juel-Vind-Frijs et d'autres branches comme les barons Juel-Brockdorff. Elle est originaire du nord du Jutland et a donné nombre de serviteurs de la couronne et de chefs militaires. Les armes des Juel consistent en une étoile d'or à six pointes (par la suite sept) au-dessus de trois rivières d'argent sur fond azur.

## Historique
Le premier personnage connu de la famille est Ens Juel, seigneur de Skanderborg en 1410. C'était le père de Palle et d'Iver (mort en 1468). Les descendants de Palle Juel sont pendant plusieurs générations seigneurs d'Öberg, mais cette lignée s'éteint au XVIIe siècle. Les descendants d'Iver Juel se divisent ensuite en deux branches, les descendants des frères Erik Juel (1591-1657), les Juel af Tosing, et Ens Juel (1594-1636), les Juel af Berring. Un descendant de ce dernier, Niels Krabbe Juel (1740-1793), fonde la branche des Juel af Billeshave.
L'un des fils d'Erik Juel est l'amiral-général Ens Juel (1631-1700) qui reçoit le titre de baron en 1672 et devient le fondateur de la lignée des Juel af Juelling. Cependant son fils meurt en bas âge et le titre passe aux descendants de sa fille Sophie-Catherine (1666-1706) qui épouse Frederik Vind. Ceux-ci deviennent les barons Juel-Vind.
Un autre fils d'Erik Juel est l'amiral Niels Juel (1629-1697). Son fils Carl (1780-1759) épouse Sophie-Frédérique von Stieglitz-Brockdorff, lui apportant la baronnie de Schelenborg. Il devient donc le baron Juel-Brockdorff. Son frère puîné Carl Johan (1800-1861), né après la séparation de ses parents, prend le nom de famille d'Engelbrecht, mais ses petits-fils Karl Johannes (né en 1860) et Karl Julius (1862-1941) reprennent le nom de Juel.
La branche des comtes Krag-Juel-Vind-Frijs est issue du mariage de Sophie Magdelene von Gram de Frijsenborg avec le baron Jens Krag-Juel-Vind-Frijs au milieu du XVIIIe siècle.

## Personnalités

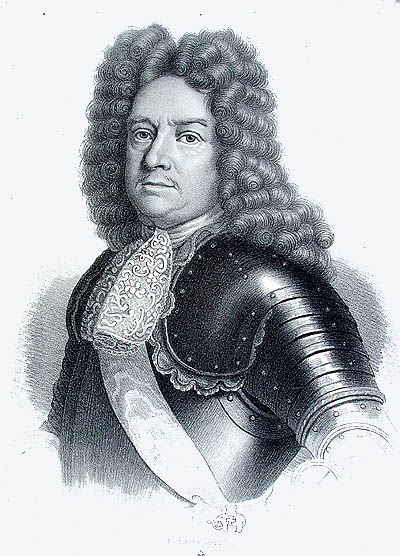
Portrait de l'amiral Niels Juel

- Ens Juel (1580-1634), gouverneur de Norvège
- Erik Juel (1591-1657), membre du risgrådet (conseil de la couronne danoise)
- Peder Juel (1623-1656), diplomate
- Niels Juel (1629-1697), amiral
- Ens Juel (1631-1700), diplomate, amiral-général
- Axel Juel (1655-1720), gouverneur de Tranquebar aux Indes danoises
- Just Juel (1664-1715), vice-amiral, ambassadeur danois en Russie
- Knud Frederik Juel (1666-1747), diplomate, lieutenant-général

## Note
1. ↑  Prononcer Vinn

## Domaines

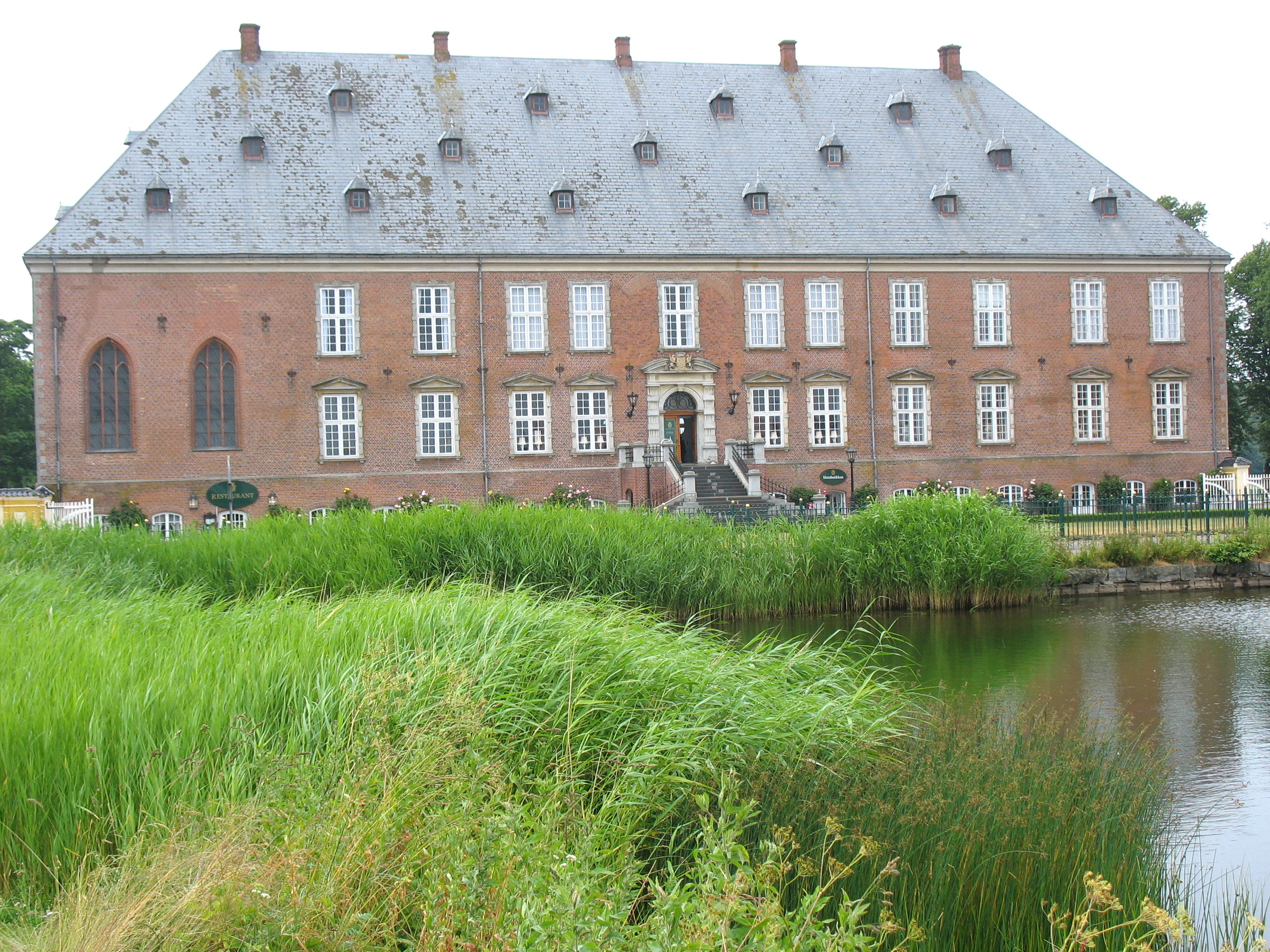
Vue du château de Valdemar

- Juelsberg, toujours en possession de la famille Juel
- Château de Juellinge (Stevns)
- Château de Juellinge, toujours en possession de la famille Krag-Juel-Vind-Frijs
- Château de Maltesholm
- Château de Valdemar, toujours en possession de la famille Juel-Brockdorff

## Source
- (ru) Cet article est partiellement ou en totalité issu de l’article de Wikipédia en russe intitulé « Юль (дворянский род) » (voir la liste des auteurs).